# Англійський крем
Англійська крем, або крем англез (фр. crème anglaise) — густий десертний соус, різновид заварного крему.
Назва «крем англез» французького походження, проте сам крем виник, ймовірно, в Англії в XVI столітті. Різниця між англійським і французьким варіантом полягає в тому, що крем англез у Франції досить рідкий і зазвичай подається холодним як соус до десертів, тоді як поширений в Англії заварний крем (так званий кастард) густіший і часто вживається гарячим.
Основу англійського крему становлять яєчні жовтки, цукор і молоко або вершки. Як правило, він ароматизируется ваніллю; рідше лимоном або кавою. Може продаватися у вигляді порошку-напівфабрикату. У 100 грамах крему англез міститься приблизно 210-215 кілокалорій.
Подається з шарлоткою, пудингами, шоколадним тортом, фруктами. Є обов'язковим інгредієнтом французького десерту Плаваючий острів. Може служити основою для інших кремів, мусів та морозива.